# Aqüeducte de Sant Jeroni de Cotalba
L'aqüeducte de Sant Jeroni de Cotalba, també conegut com l'Arcada o l'Arcà, és una conducció d'aigua de cinc quilòmetres que transportà des del segle XV fins a finals del segle XX les aigües de la font de la Finestra fins als aljubs i basses del monestir de Sant Jeroni de Cotalba. Va ser declarat Bé d'Interés Cultural l'any 1994 en tot el seu recorregut, junt amb al monestir.

## Història
L'any 1485 se signen els capítols de la concordia entre Pere Cabrera, senyor de Ròtova, i els monjos de San Jeroni, que permetia a aquests construir l'aqüeducte a traves del terme de Ròtova. En compensació els exigia entre altres coses la dotació d'una ploma d'oca (un forat obert a la séquia en forma de ploma). La canalització va consistir en una canonada tancada feta amb tubs de fang cuits de forma circular de vint centímetres de diàmetre i una pileta per replegar l'aigua de la ploma d'oca, una font que donaria servei al poble de Ròtova fins a ben avançat el segle XX. L'obra es va iniciar el 1485 i es va acabar el 1491.
Donat el poc cabal d'aigua que arribava a Ròtova i al Monestir a causa de les contínues obstruccions, el 1880 Frederic Trenor, propietari del Monestir després de la desamortització de Mendizàbal de 1835, inicia la reconstrucció de l'aqüeducte que consistia en alçar el nivell del caixer de la séquia uns 20 centímetres aprofitant l'antiga construcció, i substituir el sistema de conducció per teules àrabs, seguides i disposades en forma d'u, sobre una base de morter de calç que deixa la canalització d'aigua a cel obert facilitant el seu manteniment i neteja. Aquest sistema va funcionar fins a l'any 1980.

## Recorregut

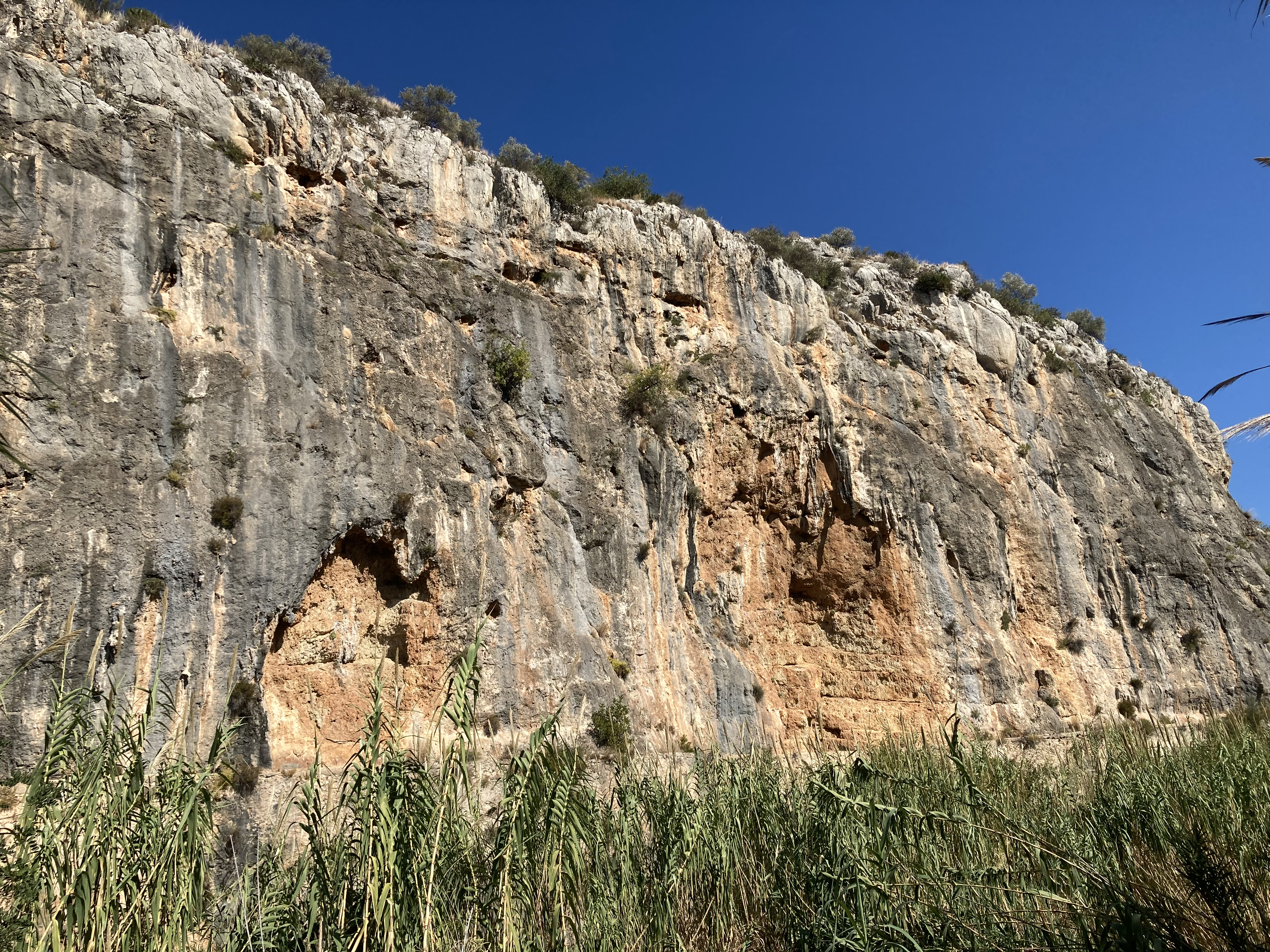
Tram de sèquia apegat a la Penya Roja

S'inicia en la font de la Finestra, per la vessant dreta del barranc de la Falzia el qual es travessat abans d'arribar al riu Vernissa mitjançant un pont de ferro. Entra en el terme de Ròtova i  creua el barranc d'Atanasi o de les Galeries mitjançant un primer arc apuntant de factura gòtica fet amb pedra i argamassa. Té set metres d'alçada i vint metres de llarg. Desprès, per la vessant esquerra del riu,  transcorre apegat a la Penya Roja per a després creuar el barranc Blanc mitjançant un segon arc de mig punt de rajola.
Abans d'arribar a Ròtova la canaleta seguix per la penyeta del Gos on hi havia unes piletes que permetien poar aigua a la gent de Ròtova. A l'alçada del barranc de Puig trobem un tercer arc de mig punt amb dues arcades fetes de rajola plana de sis metres de llarg, i la llum de cadascun dels arcs és de cent cinquanta metres. A continuació creua el barranc dels Blancos amb un quart arc i prop del convent travessa el barranc del Garrofer mitjançant dos arcs de mig punt. Finalment, ja en terres del monestir passa per sobre un aqüeducte gòtic-mudejar amb dues filades d'arcs, una formada per quatre arcs apuntats de grans dimensions  i damunt d'aquests divuit arcs menuts de mig punt.